# Ottenschlag mit Gutenberg und Grafenschlag

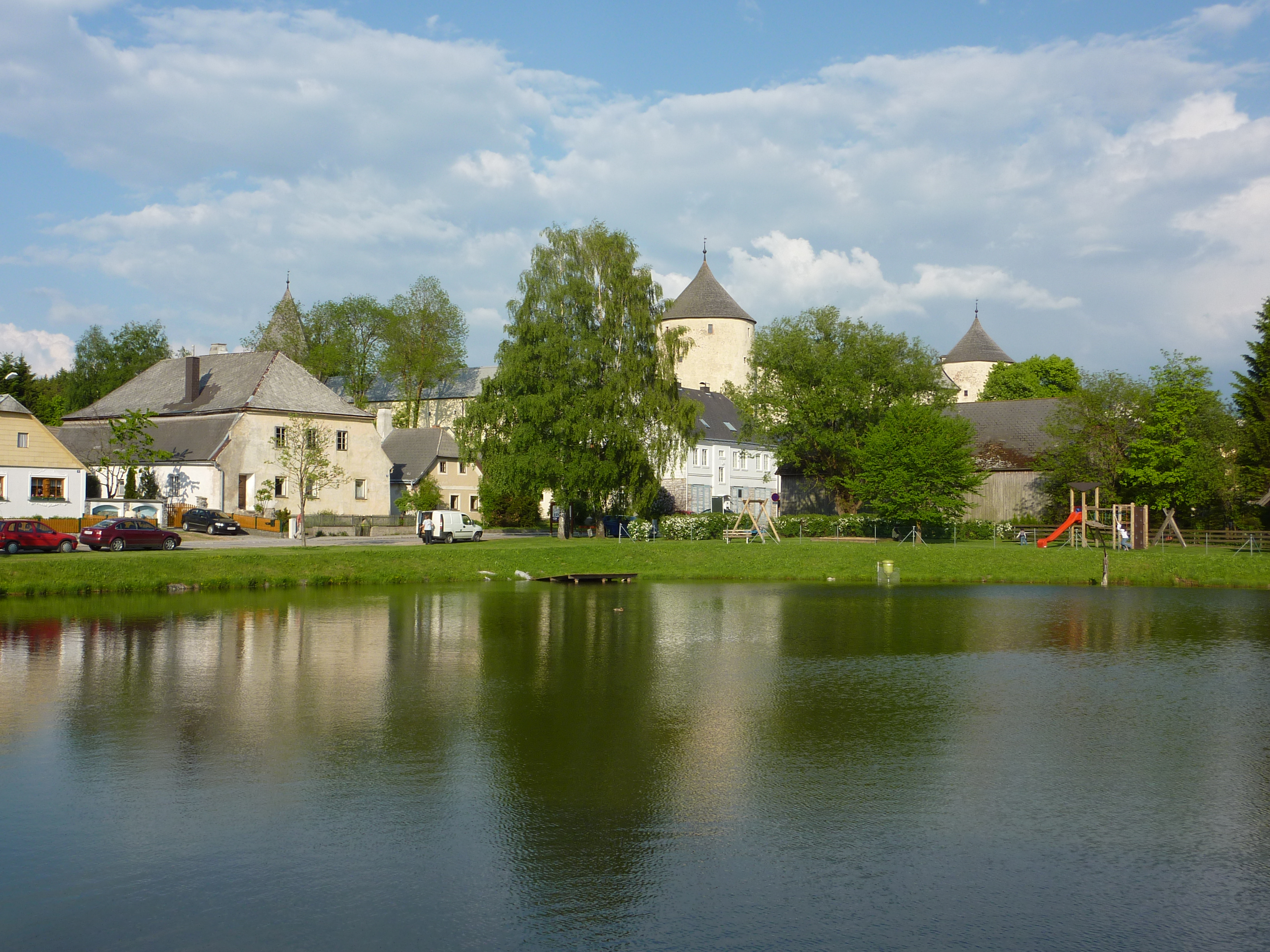
Schloss Ottenschlag, Sitz der Verwaltung (2012)

Die Herrschaft Ottenschlag mit Gutenberg und Grafenschlag war eine Grundherrschaft im Viertel ober dem Manhartsberg im Erzherzogtum Österreich unter der Enns, dem heutigen Niederösterreich.

## Ausdehnung
Die Herrschaft umfasste zuletzt die Ortsobrigkeit über Ottenschlag, Grafenschlag, Jungschlag, Arnschlag, Walterschlag, Kienings, Neuhof, Kleingerungs, Haselberg, Bernreith, Reuth, Oedwinkel, Lengau, Pfaffings, Dietmanns, Kleingöttfritz, Kleinnondorf, Wielands und Aschen. Der Sitz der Verwaltung befand sich im Schloss Ottenschlag.

## Geschichte
Der letzte Inhaber der Allodialherrschaft war Eugen Graf von Falkenhayn, General der Kavallerie, der davor die Herrschaft Droß, Rechberg und Imbach veräußert hatte. Die Herrschaft wurde nach den Reformen 1848/1849 aufgelöst.